# IG Farben
La IG Farben (abbreviazione di Interessen-Gemeinschaft Farbenindustrie AG, e chiamata anche IG. Farbenfabriken) è stata una azienda chimica tedesca.

## Storia
La IG Farben fu un conglomerato di aziende tedesche formato nel 1925, alcune delle quali attive dalla I guerra mondiale. Il nome deriva dalla parola tedesca Farben, che significa "vernici", "tinture", o "colori". Inizialmente infatti molte di queste aziende producevano tinture, ma ben presto iniziarono a dedicarsi a una chimica sempre più avanzata. Prima della prima guerra mondiale, le aziende tedesche produttrici di coloranti per tessuti avevano praticamente il monopolio del mercato mondiale, che persero durante il conflitto.
Una soluzione per riottenere questo primato fu quella di effettuare una grossa fusione. La fondazione della IG Farben fu una reazione alla sconfitta della Germania nel primo conflitto mondiale. La IG Farben detenne un monopolio quasi totale sulla produzione chimica durante il periodo della Germania Nazista. L'azienda chimica tedesca fu il cuore finanziario del regime di Hitler e durante la Shoah fu la principale fornitrice al governo tedesco dello Zyklon-B, l'insetticida e topicida utilizzato nelle camere a gas dei lager. La IG Farben fu anche una delle società che più richiesero deportati come schiavi per le loro fabbriche (in particolare nel Campo di lavoro di Monowitz, del tutto consapevoli della barbarie in atto) cavie per esperimenti e test di medicinali di vario genere, per mezzo dei quali furono inventati il gas nervino, il metadone e altre sostanze (specialmente a opera della Bayer, una delle società costitutive).

### La I.G. Farbenindustrie AG
Il 21 novembre 1925 le seguenti industrie chimiche sottoscrissero l'accordo per fondersi nella IG Farben:
- Actien-Gesellschaft für Anilin-Fabrikation (oggi: Agfa) (Berlino);
- Badische Anilin- und Sodafabrik AG (oggi: BASF) (Ludwigshafen);
- Farbenfabriken vorm. Friedr. Bayer & Co. (oggi: Bayer) (Leverkusen);
- Farbwerke vorm. Meister Lucius und Brüning AG (oggi: Sanofi) (Frankfurt-Höchst).
- Ammoniakwerk Merseburg GmbH - Leuna Werke (Merseburg, Leuna);
- Chemische Fabrik Griesheim-Elektron (Griesheim);
- Chemische Fabrik Kalle & Co. AG (Biebrich);
- Chemische Fabriken Weiler-ter Meer (Uerdingen);
- Farbwerke Leopold Cassella & Co. (Fechenheim).

La IG Farben venne fondata con data costitutiva il 25 dicembre 1925. Il Palazzo IG Farben, quartier generale del conglomerato a Francoforte sul Meno, fu progettato dall'architetto tedesco Hans Poelzig nel 1928 e terminato nel 1931. Durante la pianificazione dell'invasione di Cecoslovacchia e Polonia, la IG Farben cooperò strettamente con gli ufficiali nazisti e indicò quali stabilimenti chimici dovessero essere catturati e consegnati alla IG Farben.

### Il ruolo nella seconda guerra mondiale
Nel 1941, un'inchiesta negli USA svelò un matrimonio tra la statunitense Standard Oil Co. e la IG Farben. Inoltre, fornì nuove prove a riguardo di complessi accordi su prezzi e commercializzazione tra la DuPont, uno dei suoi maggiori investitori e produttore di carburante, la U.S. Industrial Alcohol Co. e la loro sussidiaria, Cuba Distilling Co. L'inchiesta venne infine abbandonata, come dozzine di altre riguardanti diverse industrie, a causa della necessità di ottenere il supporto dell'industria nello sforzo bellico. Comunque, i principali dirigenti di molte compagnie petrolifere accettarono di dimettersi e le partecipazioni azionarie delle compagnie petrolifere in società produttrici di melasse vennero vendute come parte di un compromesso.
La IG Farben nel 1941 costruì ad Auschwitz la più grande industria chimica dell'epoca, utilizzando la manodopera del vicino campo di concentramento. Si trattava di un impianto sito ad Auschwitz per la produzione di petrolio sintetico e di gomma (detta Buna) a partire dal carbone. Questo fatto segnò l'inizio dell'attività delle SS e dei campi di Auschwitz durante la Shoah. Nel 1944 questa fabbrica faceva uso di 83.000 deportati.
L'insetticida Zyklon B, del quale la IG Farben deteneva il brevetto, e che veniva usato nelle camere a gas per gli omicidi di massa, era fabbricato dalla Degesch (Deutsche Gesellschaft für Schädlingsbekämpfung), una società posseduta al 42,2% dalla IG Farben e che aveva manager della IG Farben nel suo consiglio di amministrazione.

### Gli anni successivi
A causa della gravità dei crimini di guerra commessi dalla IG Farben nel corso della II guerra mondiale e dell'ampio coinvolgimento della direzione nelle atrocità naziste, la compagnia fu ritenuta troppo corrotta per continuare ad esistere e pertanto gli alleati considerarono l'ipotesi di confiscarne tutti i beni e chiuderla. Invece, nel 1951, la compagnia fu divisa nelle componenti originali. Le quattro più grosse comprarono rapidamente quelle più piccole e oggi restano solo Agfa, BASF e Bayer, mentre la Hoechst si è fusa con la francese Rhône-Poulenc, dando vita alla Sanofi Aventis, con sede a Strasburgo, in Francia.
Dei 24 consiglieri della IG Farben indiziati nel cosiddetto processo all'IG Farben (1947-1948), davanti a un tribunale militare statunitense al Processo di Norimberga, 13 vennero condannati alla prigione con pene dai 6 mesi agli otto anni, 10 furono assolti ed uno rilasciato per motivi di salute. I 13 responsabili della IG Farben condannati furono dichiarati colpevoli di complicità di genocidio, di schiavitù ed altri crimini. Un anno dopo la condanna, nel 1952, tutti i responsabili furono liberati, grazie alla mediazione dell'ex ministro delle Finanze Schacht, e negli anni successivi tornarono ad essere attivi nell'economia tedesca.
Dopo l'Olocausto, la IG Farben ha partecipato a progetti statunitensi per la creazione di agenti chimici per l'uso bellico. Fondò la Chemagrow Corporation a Kansas City, Missouri, che impiegava specialisti tedeschi e statunitensi per conto dell'U.S. Army Chemical Corps. Il dottor Otto Bayer coprì la posizione di direttore della ricerca della IG Farben, dove sviluppò e testò numerose armi chimiche insieme al dott. Gerhard Schrader.
Secondo The Crime and Punishment of I.G. Farben, di Joseph Borkin, la IG Farben, prima della guerra, strinse degli accordi segreti con i maggiori vertici delle forze armate statunitensi perché non fossero bombardati i suoi stabilimenti in Germania. Alla fine della guerra, il 93% delle fabbriche non era stato bombardato.
Nonostante la compagnia sia stata ufficialmente liquidata nel 1952, continuò a essere trattata alla Borsa di Francoforte come un trust, che conteneva alcune proprietà immobiliari, e venne dichiarata in bancarotta il 10 novembre del 2003 dai suoi liquidatori, dopo aver versato 500.000 marchi (circa 200.000 euro) a una fondazione per gli ex lavoratori forzati del regime nazista. Le restanti proprietà, del valore di 21 milioni di marchi (circa 9 milioni di euro), sono state messe all'asta. Durante tutto questo periodo la compagnia è stata soggetta a continue critiche per non aver pagato il lavoro dei prigionieri, unico motivo per cui sarebbe stata mantenuta in vita dopo il 1952.
La compagnia da parte sua imputava all'esistenza delle dispute legali l'impossibilità dello scioglimento, distribuendo così a ricompensa i beni fallimentari come compenso agli aventi diritto. Ogni anno per 49 anni consecutivi la sede della compagnia è stata sede di dimostrazioni da parte di centinaia di manifestanti.

## La struttura societaria della IG Farben
L'apparato burocratico della IG Farben si può suddividere in tre parti: il livello superiore, le fabbriche e i servizi centrali.
La Farben controllava una holding, la IG America, fondata nel 1926 per gestire le attività statunitensi della tedesca IG Farben.
Membri del suo Direttivo: Edsel Ford, Charles Mitchell (Rockfeller Bank), Walt Teagle (Presidente di Standard Oil), Paul Warburg (capo della Federal Reserve), Herman Metz, direttore della Bank of Manhattan, controllata da Warburg. Direttore era Max Warburg, fratello di Paul.

### Il livello superiore
Si trattava dell'apparato burocratico responsabile dell'organizzazione, ed era costituito da 3 centri direttivi ben distinti:
- l'ufficio di Krauch, da dove veniva diretta l'espansione di tutta l'industria chimica;
- il TEA (o Technischer Ausschuss o Comitato tecnico), che era diretto dal dott. Fritzter Meer e si occupava della produzione;
- la KA-Krauch (o Kaufmannischer Ausschuss o Comitato commerciale), che era diretto dal dott. Georg von Schnitzer e trattava questioni commerciali e aspetti finanziari.

### Le fabbriche
In tutto all'epoca c'erano 56 fabbriche, che erano suddivise in:
- 3 reparti, a seconda della specializzazione della loro produzione;
- e settori di attività, che erano raggruppati territorialmente.

### I servizi centrali amministrativi
Erano suddivisi in reparti, che a loro volta erano raggruppati in due uffici principali siti a Berlino, dove venivano trattati i problemi del personale, il protocollo, le questioni giuridiche, le esportazioni e l'economia politica, e a Francoforte, dove ci si occupava della contabilità centrale, dei servizi centrali delle assicurazioni e della gestione degli elenchi della clientela.

## Citazioni in arte e cinematografia
- La vicenda della IG Farben e dei suoi rapporti con la Standard Oil furono ricostruiti nel film del 1950 Der Rat der Götter (in inglese The Council of the Gods, «Il concilio degli dèi»), tratto dall'omonimo libro di Friedrich Wolf; la vicenda sarà poi ripresa anni dopo nel documentario Zeitgeist: The Movie (2007), di Peter Joseph.
- La IG Farben svolge un ruolo importante nel romanzo L'arcobaleno della gravità, di Thomas Pynchon.
- La IG Farben è citata in modo estremamente negativo nella decalogia di L. Ron Hubbard Missione Terra per la sua produzione di anfetamine.
- La IG Farben e i suoi ipotetici prodotti futuri sono spesso menzionati da Philip K. Dick nel racconto The Man in the High Castle.
- La IG Farben viene nominata nel libro di Primo Levi Il sistema periodico (1975), nel capitolo dedicato al Vanadio.
- La IG Farben viene nominata nell'opera teatrale L'istruttoria di Peter Weiss, come proprietaria della Buna Werke, una fabbrica chimica posta all'interno del campo di lavoro di Monowitz.
- La IG Farben è citata in Notorious - L'amante perduta (1946), di Alfred Hitchcock.
- "I.G. Farben" è il nome su un biglietto da visita usato da Bud (Harry Dean Stanton) nel film Repo Man - Il recuperatore (1984), di Alex Cox.
- La IG Farben diventa un personaggio recitato da Dennis Hopper nel film Straight to Hell (1987), di Alex Cox.
- La IG Farben viene citata nel film Schindler's List (1993), di Steven Spielberg, quando il protagonista Oskar Schindler, interpretato da Liam Neeson, chiede al generale nazista che il treno con i suoi operai diretto al lager di sterminio sia riportato indietro alla fabbrica di Cracovia.
- La IG Farben viene citata nel romanzo autobiografico Deviazione di Luce d'Eramo (Milano, Mondadori, 1979), dove si racconta la fuga della giovane italiana come operaia volontaria nel III Reich.
- La IG Farben svolge un ruolo centrale nel libro La Farmacia di Auschwitz di Patricia Posner (2017).
- La IG Farben viene citata nel romanzo di Jeffery Eugenides Middlesex, nel quale lo stabilimento viene fotografato da una frequentazione del protagonista Cal: Julie.
- La IG Farben viene citata nel romanzo La Zona d’Interesse di Martin Amis (2014) da cui è stato tratto il film omonimo di Jonathan Glazer (2023)